# 中國再生醫學
中國再生醫學國際有限公司，簡稱中國再生醫學國際，以及中國再生醫學（英語：China Regenerative Medicine International Limited，港交所：8158），在2002年，在陝西西安成立「陝西艾爾膚組織工程有限公司」，直至2008年10月收購，其業務全球經營組織工程產品研發和產業化技術，其總部於香港，主席崔占峰。
其2008年12月18日則透過邦盟匯駿國際有限公司於港交所創業板上市。
在2017年8月27日，香港特別行政區行政長官林鄭月娥，於參加第13屆全運會期間，到訪天津國際生物醫藥聯合研究院考察，並接見旗下子公司天津衛凱生物工程有限公司管理層，為國家科技部火炬高技術產業開發中心與香港科技園（HKSTP）聯合推進的合作項目。
在2017年10月中，該公司向本港員工發出通告，鼓勵他們捐血給公司作細胞儲存研究用途，每位捐血者更可獲200港元津貼及一天假期，雖然員工是自願，但有員工指是強迫性，而上述舉動行為，遭蘋果日報和工黨副主席（外務）李卓人批評，猶如「吸血鬼」。

## 連結
- crmi.hk（页面存档备份，存于）